# UTC+04:00

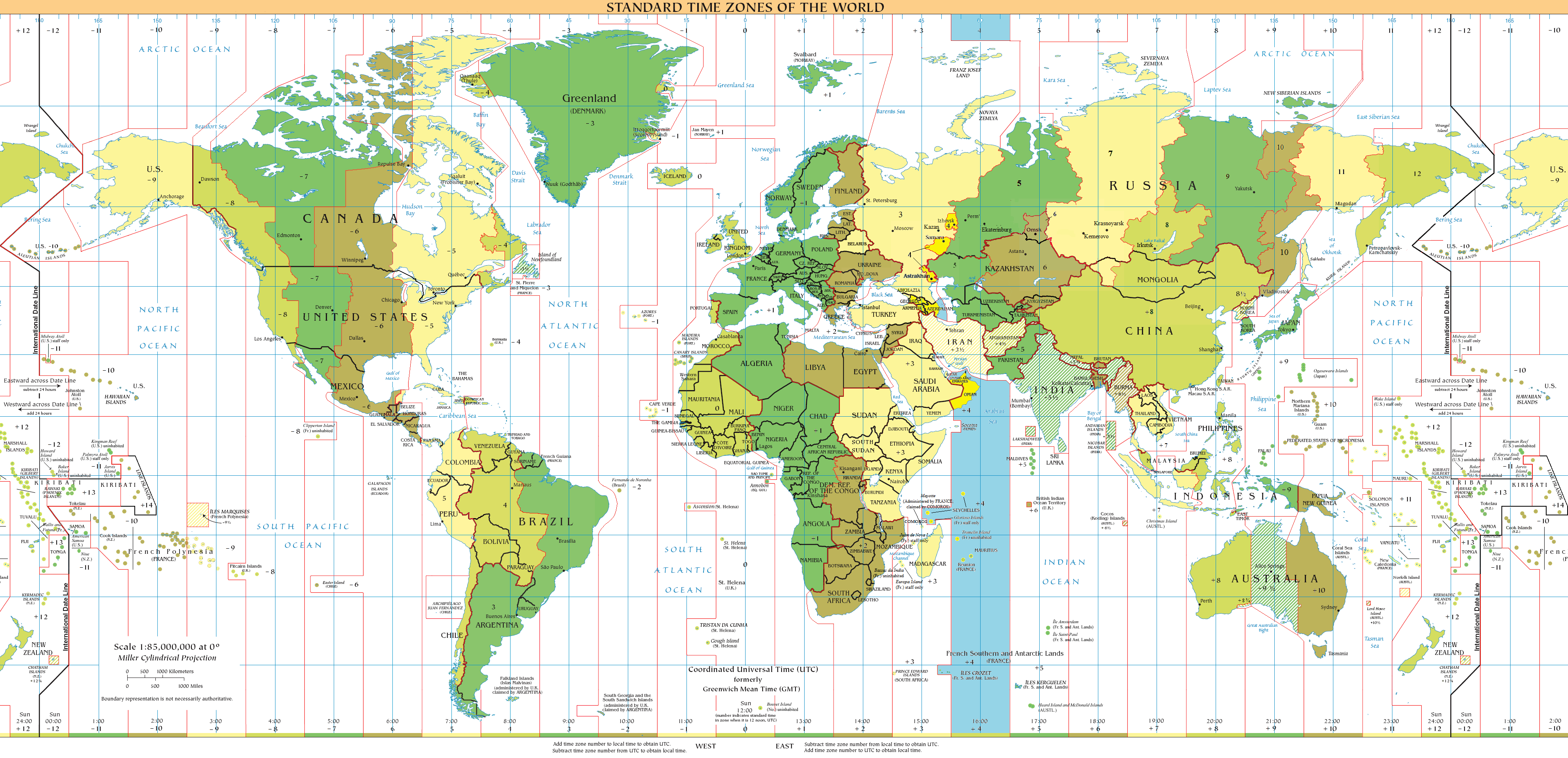
UTC+04:Blau (desembre), taronja (juny), groc (l'any sencer), blau clar (àrees marines)

UTC+04:00 és una zona horària d'UTC amb 4 hores més tard que l'UTC. El seu codi DTG és D-Delta.

## Zones horàries
- Armenia Standard Time (AMST)
- Azerbaijan Time (AZT)
- Georgia Standard Time (GET)
- Gulf Standard Time (GST)
- Îles Crozet Time (ICT)
- Mauritius Time (MUT)
- Moscow Standard Time (MSK)
- Réunion Time (RET)
- Seychelles Time (SCT)

Horaris d'estiu
- Arabia Daylight Time (ADT)

## Franges

### Temps estàndard (l'any sencer)
- Armènia
- Azerbaidjan
- Emirats Àrabs Units
- França
  - Illes Crozet
  - Illes Glorioses (deshabitada)
  - Illa de la Reunió
  - Illa de Tromelin (deshabitada)
- Geòrgia
- Maurici
- Oman
- Seychelles

#### Hora de Moscou
- Rússia (a la part occidental del país)

## Geografia
UTC+04 és la zona horària nàutica que comprèn l'alta mar entre 52,5°E i 67,5°E de longitud. En el temps solar aquest fus horari és el corresponent el meridià 60° est.

## Història
Udmúrtia i l'óblast de Samara també situats a Rússia utilitzaven fins al 28 de març de 2010 l'UTC+4, ara utilitzen l'UTC+3.
Geòrgia va canviar de l'UTC+04 a l'UTC+03 al 27 de juny del 2004, però va tornar a l'UTC+04 al 27 de març de 2005.
Maurici va fer servir l'horari d'estiu l'any 2008, però va decidir no continuar amb ell.
L'Hora de Moscou és l'UTC+04 tot l'any des del 27 de març del 2011.